# Renato Rascel
Renato Rascel, właśc. Renato Ranucci (ur. 27 kwietnia 1912 w Turynie, zm. 2 stycznia 1991 w Rzymie) – włoski aktor, piosenkarz, tancerz i autor tekstów, zwycięzca Festiwalu Piosenki Włoskiej w San Remo w 1960 (w parze z Tony Dallarą), reprezentant Włoch podczas 5. Konkursu Piosenki Eurowizji w tym samym roku.

## Życiorys
Urodził się w rodzinie śpiewaków kabaretowych. Początkowo śpiewał w chórku kościelnym, w wieku 14 lat zaczął grać na perkusji w salach balowych w Rzymie. Wkrótce potem dołączył do Di Sisters Fiorenza jako aktor, tancerz i clown. W 1934 wystąpił w swojej pierwszej scenicznej roli w operetce Al Cavallino Biancoa a 1935 wyjechał na pierwsze tournée zagraniczne w Afryce.
W 1941 stworzył własny teatr i zaczął rozwijać charakterystyczny rodzaj humoru nonsensu; w tym czasie powstały jedne z jego najbardziej znanych postaci, m.in. Napoleona.
Od 1942 do 1972 zagrał w ok. 60 filmach – jednym z najbardziej istotnych był Il Cappotto (Płaszcz) Gogola, zdobywca Złotej Palmy w Cannes.

Miał także znaczące role w filmach Santa Vittoria z Anthony Quinnem i Anną Magnani, Siedem Wzgórz w Rzymie z Mario Lanza, Questi Fantasmi z Eduardo De Filippo i Figaro Figaro qua là z Totò.
W 1977 wystąpił w niewielkiej roli w filmie Zeffirellego Jezus z Nazaretu.
Po drugiej wojnie światowej występował głównie w musicalach we Włoszech i Londynie.
Reprezentował Włochy w 5. Konkursie Piosenki Eurowizji z utworem „Romantica”, z którym zajął ostatecznie ósme miejsce na trzynastu uczestników.
Wraz z pojawieniem się telewizji, RAI powierzyła Rascelowi rolę w pierwszym live show w sobotnie wieczory. Wśród najbardziej pamiętnych była Rascel la nuit w 1956 i Stasera Rascel City w 1964. Jego występ w filmie Ojciec Brown w 1970, w roli księdza–detektywa, był jednym z największych sukcesów telewizyjnych.
Zmarł w Rzymie 2 stycznia 1991 roku, pochowany na Cmentarzu Flamińskim.